# 대니 에버렛
대니 에버렛(Danny Everett, 1966년 11월 1일 ~ )은 미국의 전 트랙 필드 선수로, 전문적으로 400미터 달리기 종목에 출전했다. 1988년 올림픽과 1991년 세계 육상 선수권 대회에서 400m 동메달을 획득했고, 1987년 세계 선수권 대회와 1988년 올림픽에서는 400m 계주에서 금메달을 획득했다. 1992년 미국 올림픽 시합에서 우승했을 때 그의 400m 최고 기록인 43.81초는 그를 세계 역대 목록에서 2위로 올렸고 여전히 세계 역대 목록에서 13위를 차지하고 있다(2024년 5월 기준).